# (204852) Frankfurt
(204852) Frankfurt ist ein Asteroid des Hauptgürtels. Er wurde am 15. September 2007 von Erwin Schwab und Rainer Kling am Taunus-Observatorium des Physikalischen Vereins Frankfurt entdeckt und trug zunächst die vorläufige Bezeichnung 2007 RH133.
Im Januar 2009 erhielt er die Nummer 204852 und wurde auf Vorschlag der Entdecker nach Frankfurt am Main benannt, der Geburtsstadt von Johann Wolfgang von Goethe, Karl Schwarzschild und Otto Hahn. Die Veröffentlichung erschien am 9. April 2009 im Minor Planet Circular Nummer 65714.